# 若松河田駅

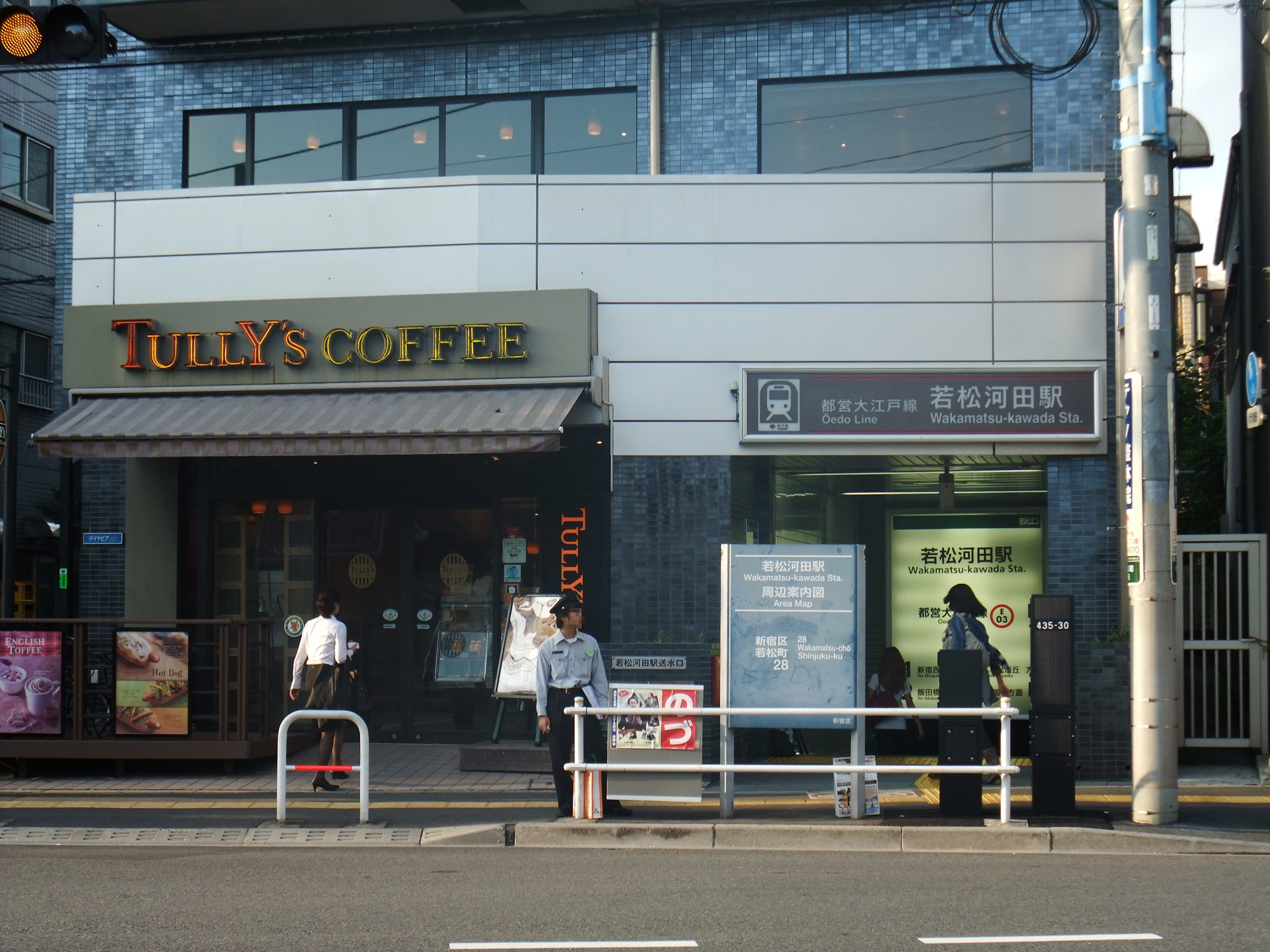
若松口（2012年10月20日）

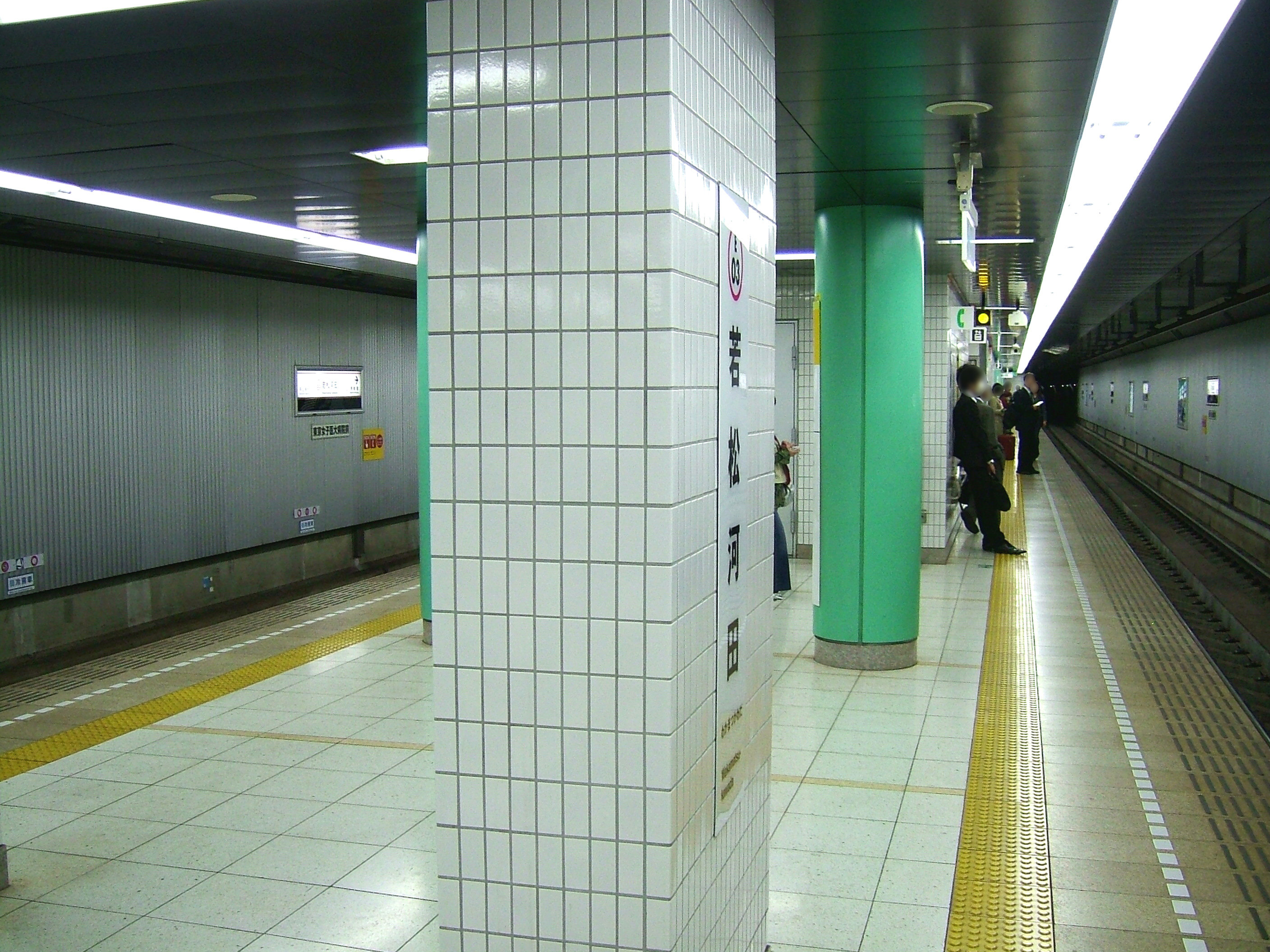
ホーム（2008年3月25日）

若松河田駅（わかまつかわだえき）は、東京都新宿区河田町にある、東京都交通局（都営地下鉄）大江戸線の駅である。駅番号はE 03。

## 歴史
- 2000年（平成12年）12月12日：開業。
- 2007年（平成19年）3月18日：ICカード「PASMO」の利用が可能となる[2]。

### 駅名の由来
付近の二つの町名「若松町」と「河田町」から命名された。
地名の若松町の「若松」は、江戸時代将軍家へこの地から正月用の若松を献上していたことによるもの。河田町の「河田」は田圃のこと。ここでの「河」は湿地帯の事を指す。古来この辺は川田窪ともいった。駅上の「団子坂」の名も、湿地で人馬が「泥団子」になることに由来する。かつて河田町は市谷河田町という町名だった。1986年（昭和61年）2月、新宿区の住居表示実施に伴い河田町に名称変更。江戸時代、若松町・河田町はともに牛込村域。河田町は市谷村にまで町域が続いているとの理由から市谷河田町と呼ばれているうちに、明治期にそれが正式な町名となった。
かつてはこの地区に路面電車の都電13系統（新宿駅前 - 水天宮前間）が走っていたが、1970年（昭和45年）に廃止された。その後、代替の地下鉄の建設は無く、都バスによってカバーされていたが、東京都庁の西新宿移転に伴う新しい地下鉄建設の経路決定にあたり、新宿区の牛込地区ではこの都電13系統の経路を踏襲することになった。当時の若松町停留所と河田町停留所の丁度中間に新駅を建設することになった。
二つの町名による合成駅名になったのは、二町に対する配慮もあるが、フジテレビの移転も大きく影響している。河田町は長らくフジテレビの本社所在地として、全国的な知名度を誇ってきたが、1997年（平成9年）3月をもってフジテレビは港区台場に移転し、跡地に都市再生機構の高級賃貸タワーマンション「河田町コンフォガーデン」が建てられた。また、道路を隔てた南東側にはフジテレビ第一別館があったが、これも「フジテレビ新宿支局」として2008年度まで使用された後、解体され、賃貸住宅となった。
東京都は、早い段階からこの駅の仮称を「若松町駅」として建設を進めていたが、フジテレビ移転による衰退を懸念した地元商店街（フジテレビ下通り）の声に配慮し、「河田」の名前を駅名に取り入れることになった。しかし仮称と全く異なる駅名にすると混乱も予想されたため、「若松」の名前も残し、新駅は「若松河田駅」という名前を採用することで決着をみた。
なお、移転前のフジテレビの最寄り駅は、都営地下鉄新宿線の曙橋駅であった。

## 駅構造
島式ホーム1面2線の地下駅。
地上出入口は若松口（東側）と河田口（西側）の2か所で、エレベーターは河田口にある。

### のりば
| 番線 | 路線         | 行先                                           |
| ---- | ------------ | ---------------------------------------------- |
| 1    | 都営大江戸線 | 新宿西口・都庁前・（都庁前のりかえ）光が丘方面 |
| 2    | 都営大江戸線 | 飯田橋・両国方面                               |

（出典：都営地下鉄:駅構内図）

## 利用状況
2023年（令和5年）度の1日平均乗降人員は27,802人（乗車人員：13,789人、降車人員：14,013人）である。開業当初の乗車人員の見込みは、21,000人であった。
開業以来の1日平均乗降・乗車人員の推移は下表の通りである。
| 年度               | 1日平均 乗降人員 | 1日平均 乗車人員 | 出典     |
| ------------------ | ---------------- | ---------------- | -------- |
| 2000年（平成12年） |                  | 7,527            | [ * 1 ]  |
| 2001年（平成13年） |                  | 9,277            | [ * 2 ]  |
| 2002年（平成14年） |                  | 10,638           | [ * 3 ]  |
| 2003年（平成15年） | 22,712           | 11,115           | [ * 4 ]  |
| 2004年（平成16年） | 23,639           | 11,638           | [ * 5 ]  |
| 2005年（平成17年） | 24,769           | 12,230           | [ * 6 ]  |
| 2006年（平成18年） | 25,582           | 12,603           | [ * 7 ]  |
| 2007年（平成19年） | 26,742           | 13,298           | [ * 8 ]  |
| 2008年（平成20年） | 27,503           | 13,785           | [ * 9 ]  |
| 2009年（平成21年） | 28,347           | 14,246           | [ * 10 ] |
| 2010年（平成22年） | 28,757           | 14,433           | [ * 11 ] |
| 2011年（平成23年） | 28,392           | 14,243           | [ * 12 ] |
| 2012年（平成24年） | 29,700           | 14,902           | [ * 13 ] |
| 2013年（平成25年） | 30,471           | 15,269           | [ * 14 ] |
| 2014年（平成26年） | 30,445           | 15,170           | [ * 15 ] |
| 2015年（平成27年） | 30,667           | 15,247           | [ * 16 ] |
| 2016年（平成28年） | 31,144           | 15,481           | [ * 17 ] |
| 2017年（平成29年） | 31,796           | 15,798           | [ * 18 ] |
| 2018年（平成30年） | 32,363           | 16,048           | [ * 19 ] |
| 2019年（令和元年） | 32,326           | 16,016           | [ * 20 ] |
| 2020年（令和02年） | 24,879           | 12,364           |          |
| 2021年（令和03年） | 25,790           | 12,811           |          |
| 2022年（令和04年） | 26,565           | 13,197           |          |
| 2023年（令和05年） | 27,802           | 13,789           |          |

## 駅周辺
駅周辺は閑静である。早稲田大学戸山キャンパス（文化構想学部・文学部）へは歩いて15分程で、東京地下鉄（東京メトロ）・東日本旅客鉄道（JR東日本）・西武鉄道の高田馬場駅から歩くよりも若干近い。
- 東京女子医科大学
  - 東京女子医科大学病院
- 国立国際医療研究センター病院
- 総務省第二庁舎
  - 総務省統計局
  - 産業遺産情報センター（世界文化遺産「明治日本の産業革命遺産」のガイダンス施設）
- 小笠原伯爵邸
- 月桂寺
- 東京都立戸山公園
  - 箱根山
- 国立健康・栄養研究所
- 国立感染症研究所
- 抜弁天
- 新宿区立戸山図書館
- 警視庁第八機動隊
- 大久保通り
- 早稲田大学内藤多仲博士記念館
- 新宿区立余丁町小学校
- 新宿区立子ども総合センター
- 東京韓国学校
- 河田町ガーデン
- 新宿区役所若松町特別出張所
- ライフ若松河田駅前店
- 全国障害者総合福祉センター戸山サンライズ
- 東京都赤十字血液センター

## バス路線
最寄のバス停は、駅直上の団子坂上にある「河田町」と、東側の若松町交差点付近にある「若松町」である。以下の路線が乗り入れ、いずれも東京都交通局により運行されている。
| のりば | 系統・行先                                        |
| 河田町 | 河田町                                            |
| ------ | ------------------------------------------------- |
| 1      | - 高71：九段下 - 宿75：東京女子医大前・三宅坂     |
| 2      | - 高71：高田馬場駅前 - 宿75：新宿駅西口           |
| 3      | - 宿74：東京女子医大前 - 早81：渋谷駅東口（循環） |
| 4      | - 宿74：新宿駅西口 - 早81：早大正門               |
| 若松町 |                                                   |
| 5      | - 宿74：東京女子医大前 - 早81：渋谷駅東口（循環） |
| 6      | - 宿74：新宿駅西口 - 早81：早大正門               |
| 7      | - 飯62：都営飯田橋駅前 - 橋63：新橋駅前           |
| 8      | 飯62・橋63：小滝橋車庫前                          |

## 隣の駅
東京都交通局（都営地下鉄）
 都営大江戸線
東新宿駅 (E 02) - 若松河田駅 (E 03) - 牛込柳町駅 (E 04)